# 문자열

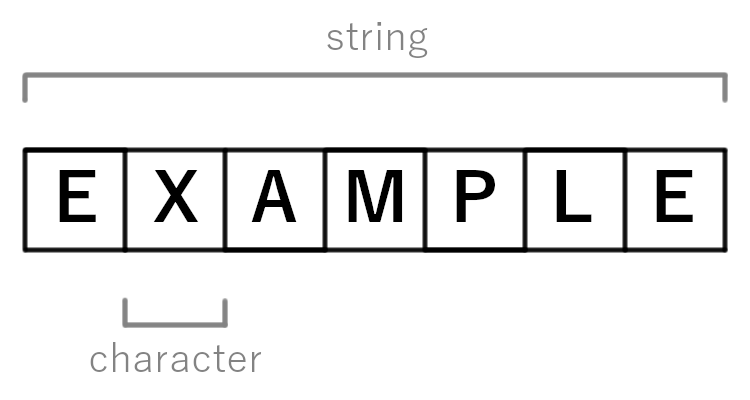
문자열의 예와 문자열의 구성

컴퓨터 프로그래밍과 형식 언어 이론에서 문자열(文字列)은 '연속된 문자들의 나열'을 의미하며 텍스트 데이터를 나타내는데 사용된다. 기호의 순차 수열을 뜻하며, 스트링(string)이라고도 한다. 이러한 기호는 미리 정의된 집합이나 음소 문자에서 선택한다.
프로그래밍 언어에서 스트링은 "time", "space", "문자", "123" 등과 같이, 몇 개의 문자들로 구성된 문자열(스트링) 하나를 값으로 취할 수 있는 변수를 의미한다. 참고로, 자바에서는 스트링 값(문자값)에 "123"이 입력된 경우, 큰 따옴표 안에 있는 123을 숫자가 아닌 문자로 본다. 일반적으로, 요소가 문자 인코딩과 관련된 문자를 대표하는 일련의 자료값을 저장하고 있는 자료형으로 이해할 수 있다. 여기서 문자 인코딩의 경우 더 일반적인 배열 자료형과 차이가 있다. 이러한 환경에서 'binary string'과 'byte string'이라는 용어는 저장된 자료가 반드시 텍스트를 표시하지 않아도 되는 문자열을 표시하는 데 사용된다.
문자열 자료형으로 선언된 변수의 경우, 미리 정의된 어느 정도의 기호를 소유할 수 있는 메모리에 기억 자료를 할당하는 것이 보통이다. 문자열이 소스 코드에 보이면 그 문자열을 string literal이라고 일컫는다.

## 문자열 처리 알고리즘
- 문자열 검색 알고리즘
- 문자열 조작 알고리즘
- 정렬 알고리즘
- 문자열 구문 분석
- 시퀀스 마이닝

## 같이 보기
- C 문자열